# Chase Field
Chase Field – stadion baseballowy w Phoenix w stanie Arizona, na którym swoje mecze rozgrywa zespół Arizona Diamondbacks.
Budowę obiektu rozpoczęto w 1995 roku i ukończono w 1998. Pierwszy mecz Diamondbacks rozegrali 31 marca 1998. Początkowo stadion nosił nazwę Bank One Ballpark, którą zmieniono na Chase Field w 2005 roku. W 2011 był areną Meczu Gwiazd.